# Nuri Bilge Ceylan
Nuri Bilge Ceylan (ˈnuːri ˈbilɡe ˈdʒejlanm Istanbul, Turquia, 26 de gener del 1959) és un fotògraf i director de cinema turc que ha estat creditor del Premi del Festival de Cannes al millor director el 2008 per la pel·lícula Üç Maymun. Està casat amb la cineasta, fotògrafa i actriu Ebru Ceylan.
El 2014 guanyà la Palma d'Or del Festival de Cannes amb la pel·lícula Kış Uykusu, amb el guió coescrit amb la seva dona. Aquesta pel·lícula, inspirada en narracions de Txékhov, Tolstoi i Dostoievski ha estat la més llarga en participar en l'edició del 2014 del festival i la més llarga de la història de l'esdeveniment en aconseguir una palma d'or.

## Filmografia
| Any  | Títol                                                    | Tasca    | Tasca     | Tasca     | Notes                |
| Any  | Títol                                                    | Director | Productor | Guionista | Notes                |
| ---- | -------------------------------------------------------- | -------- | --------- | --------- | -------------------- |
| 1995 | Koza                                                     | Sí       | Sí        | Sí        | Curtmetratge         |
| 1998 | Kasaba (Ciutat petita)                                   | Sí       | Sí        | Sí        | Debut cinematogràfic |
| 2000 | Mayıs Sıkıntısı (Núvols de maig)                         | Sí       | Sí        | Sí        |                      |
| 2002 | Uzak (Llunyà)                                            | Sí       | Sí        | Sí        |                      |
| 2006 | İklimler (Climes)                                        | Sí       | Sí        | Sí        |                      |
| 2008 | Üç Maymun (Tres micos)                                   | Sí       | Sí        | Sí        |                      |
| 2011 | Bir Zamanlar Anadolu'da (Vet aquí una vegada a Anatòlia) | Sí       | Sí        | Sí        |                      |
| 2014 | Kış Uykusu (L'hivern dorm)                               | Sí       | Sí        | Sí        |                      |
| 2018 | Ahlat Ağacı                                              | Sí       | Sí        | Sí        |                      |
| 2023 | Kuru Otlar Üstüne                                        | Sí       | Sí        | Sí        |                      |

## Premis i nominacions

### Premis
- 2003: Gran Premi (Festival de Canes) per Uzak
- 2008: Premi a la millor direcció (Festival de Canes) per Üç Maymun
- 2011: Gran Premi (Festival de Canes) per Bir zamanlar Anadolu'da
- 2014: Palma d'Or per Kış Uykusu

### Nominacions
- 1995: Palma d'Or al millor curtmetratge per Koza
- 2000: Os d'Or per Mayıs Sıkıntısı
- 2003: Palma d'Or per Uzak
- 2006: Palma d'Or per İklimler
- 2008: Palma d'Or per Üç Maymun
- 2011: Palma d'Or per Bir Zamanlar Anadolu'da